# Gråstrupig barbett
Gråstrupig barbett (Gymnobucco bonapartei) är en fågel i familjen afrikanska barbetter inom ordningen hackspettartade fåglar.

## Utseende och läte
Gråstrupig barbett är en mörk och knubbig barbett med en udda fjädertofs i pannan. Ögat är ljust i östra delen av utbredningsområdet, mörk i den västra delen. Arten liknar skallig barbett och borstbarbett, men dessa har båda delvis fjäderlöst huvud och ljus näbb. Kongobarbettenb har likt gråstrupig barbett mörk näbb, men även denna saknar fjädrar på huvudet. 

## Utbredning och systematik
Gråstrupig barbett delas in i två underarter:
- Gymnobucco bonapartei bonapartei – förekommer från västra Kamerun och Gabon österut till sydvästra Gabon och östra och centrala Kongo-Kinshasa
- Gymnobucco bonapartei cinereiceps – förekommer från Centralafrikanska Republiken och Sydsudan till östra Kongo-Kinshasa, Angola, västra Kenya och Tanzania

Sedan 2014 urskiljer Birdlife International och naturvårdsunionen IUCN cinereiceps som den egna arten "gråhuvad barbett". 

## Levnadssätt
Gårstrupig barbett hittas på och kring döda träd i fuktig skog och ungskog. Den ses vanligen i små grupper.

## Status
IUCN bedömer hotstatus för underarterna (eller arterna) var för sig, båda som livskraftiga.